# Aribo II.
Aribo II. (* um 1024; † 18. März 1102) aus dem hochfreien Geschlecht der Aribonen war 1041 bis 1055 Pfalzgraf von Bayern.

## Leben
Aribo oder Eribo war der älteste Sohn des Pfalzgrafen Hartwig II. von Bayern und der Friderun, Tochter des Grafen Reding/Reting und der Immedingerin Glismod. Sein Vater starb 1027, als er noch ein kleines Kind war, sein Bruder Boto oder Poto kam gar erst nach des Vaters Tod zur Welt. Die Mutter Friderun wurde möglicherweise bald nach Hartwigs II. Tod in ein Kloster gesteckt. Hartwig II. wiederum war der Sohn Pfalzgraf Aribos I., des Gründers der Klöster Seeon und Göss.
Aribo wurde schon 1041, also noch recht jugendlich, als Pfalzgraf und Graf des unteren Salzburggaus genannt. Er und Boto hatten Besitzungen u. a. in Kärnten, in der Steiermark, im Salzburggau, im Freisinger Raum, um Regensburg und im Nordgau. Er selbst kommt als Namensgeber in Frage u. a. für Arndorf bei St. Ruprecht/Raab, für Erbendorf (Landkreis Tirschenreuth, Opf.), vielleicht auch für Ermreuth (Markt Neunkirchen a.B., Lkr. Forchheim, Ofr.) und Ermreus (Gde. Kunreuth, Lkr. Forchheim, Ofr.).
1053 schlossen sich Aribo und Boto dem Aufstand Herzog Konrads von Bayern und Herzog Welfs von Kärnten gegen Kaiser Heinrich III. an. 1055 wurde Aribo wegen Hochverrats abgesetzt und gemeinsam mit Boto geächtet. Beide verloren ihre Reichslehen und Teile ihrer Eigengüter. Boto heiratete kurz darauf Judith, eine Schweinfurter Erbin, die Witwe des verstorbenen bayerischen Herzogs, und kam durch sie zu Besitzungen im Franken. Zumindest nennt er sich ab dieser Zeit Boto von Pottenstein. Aribo tauchte nach seiner Absetzung erstmals wieder im Jahr 1059 in den Urkunden auf, als Zeuge einer Bamberger Bistumssynode unter dem Namen „Erbo de Wizenaha“.
Um 1070 gründeten die beiden Brüder das Stift Millstatt in Kärnten. Zu dieser Zeit war Aribo vermutlich mit einer Liutkard verheiratet. Ob aus dieser Ehe ein Sohn Hartwig hervorging, ist ungewiss; zumindest scheint dieser vor ihm gestorben zu sein. Vermutlich in zweiter Ehe war Aribo mit einer Willa unbekannter Herkunft verheiratet und gründete mit ihr Kloster Weißenohe. Diese Ehe scheint kinderlos geblieben zu sein, denn die Gründungsbestätigung durch Papst Paschalis II. aus dem Jahr 1109 erwähnt neben dem Stifterpaar nur eine Nichte Hadamoth oder Hadimuoth.
Obwohl Aribo nach seiner Absetzung in vielerlei Funktionen und mit unterschiedlichen Titeln in den Urkunden auftaucht, hat er die Pfalzgrafenwürde nicht mehr zurückerhalten. Er starb hochbetagt 1102 und wurde im Familienkloster Seeon begraben. Mit dem Tod seines Bruders Boto 1104 stirbt die pfalzgräfliche Linie der Aribonen aus.

## Notizen
- 1041 Salzburg: Aribo wird als Pfalzgraf genannt (vgl. Paulus: Pfalzgrafenamt, 231; dort auch weitere Notizen außerhalb der Bamberger Tradition, 231–236).
- 1055: Kaiser Heinrich III. macht Salzburg und Eichstätt  umfangreiche Schenkungen aus den Gütern der geächteten Brüder Aribo und Boto (Monumenta Germaniae historica, MGH: DD H III, 454–459).
- 1059 Bamberg: Synodalprotokoll (Guttenberg: Regesten, Reg. 312); neben dem neuen Pfalzgrafen Kuno I. von Rott ist ein "Erbo de Wizenaha" Zeuge.
- 1066/77 Salzburg: Der Edle Aribo, Gattin Liutkarde, tauscht vom Erzbistum Salzburg ein 1/3 Zehnt für seine vier Kirchen: Klein Sankt Paul, St. Walburgen (beide Görtschitztal, Herrschaft Eberstein) und Ober- und Untermillstatt (alles in Kärnten).
- 1060/88 Salzburg: Der Edle Aribo übergibt dem Erzbischof von Salzburg den richtigen Zehnt von seinem und von seiner Frau Liutkard Gütern sowie einen Hof zu Kerschdorf, wofür er den dritten Teil der Zehnten seiner Kirchen, nämlich zu St. Paul, St. Walburg und zwei zu Millstatt, und das Pfarrrecht für diese erhält.
- Um 1070: Aribo und Boto gründen Kloster Millstatt (MGH Necrologia Germaniae 2: Salzburg, 457).
- 1071 Bamberg: Traditionsnotiz Kloster Banz (Guttenberg: Regesten, Reg. 418); in der Zeugenreihe Eribo und Poto.
- 1074 (1070?): Traditionsnotiz Heinrich IV. (Regesta Imperiii: RI III, 2, 3, n 714); Zeugen u. a. Graf Aribo von Haigermoos und sein Bruder Graf Boto von Pottenstein.
- 1087 Bamberg: Protokoll der zweiten Bamberger Diözesansynode (Guttenberg: Regesten, Reg. 545); Zeugen sind u. a. Erbo und domnus Bodo.
- 1094 Bamberg: Der unter bayerischem Recht lebende Boto von Pottenstein und seine Frau Judith machen Zustiftungen an Kloster Theres, Zeugen u. a. Aribo (Guttenberg: Regesten, Reg. 572).
- Zu den Jahren 1102 und 1104: Ekkehard von Aura (MGH.SS 6, 224 und 225f.); aus Anlass ihres jeweiligen Todes kurze Biographien des ehemaligen Pfalzgrafen Aribo und seines jüngeren Bruders Boto ("cognomento Fortis", wegen seiner Heldentaten in den Ungarnkriegen um 1060).
- 1109 Rom: Papst Paschalis II. bestätigt die Gründung des Klosters Weißenohe durch den "illustris vir Eribo" oder Arbo, seiner Gattin Gvilla und der Nichte Hadamoth oder Hadimuoth (zwei erhaltene Abschriften des Originals).

## Ehen und Nachkommen
Aribo war zweimal verheiratet:
1. um 1070 mit Liutgard/Liutkarde
2. mit Gvilla/Willa; Vermutungen, sie sei Tochter Herzog Markwarts IV. von Eppenstein, sind unbestätigt.

Kinder:
- Hartwig/Hartnis/Hadwig; Existenz und Name ungesichert.